# 科扎奇拉海里 (卡霍夫卡區)
46°56′34″N 34°2′52″E / 46.94278°N 34.04778°E
科扎奇拉海里（烏克蘭語：Козачі Лагері）是位於烏克蘭南部的村莊，由赫爾松州卡霍夫卡區的霍爾諾斯塔伊夫卡市鎮負責管轄。該村始建於1910年，面積50平方公里，海拔高度69米，2001年人口504，人口密度每平方公里10.1人。